# Teresa Vila
Teresa Vila (Montevideo, 2 de julio de 1931 – Ibídem, 2 de julio de 2009) fue una artista visual uruguaya. 
Formada en la Escuela Nacional de Bellas Artes (ENBA) realizó estudios de dibujo y pintura con Domingo Bazzurro y Norberto Berdía, y egresó con medalla al mérito en 1952. A partir de 1953 cursó estudios de posgrado en grabado con Adolfo Pastor, Oswaldo Goeldi e Iberé Camargo.
En 1955 y 1957 su obra integró los envíos nacionales de Uruguay para la tercera y la cuarta edición de la Bienal de San Pablo.
En 1961 la Comisión Nacional de Bellas Artes integró su obra el envío de Uruguay en la sección dibujo y grabado a la segunda Bienal de Artistas Jóvenes de París. Entre 1966 y 1969, abordó ambientaciones y acciones performáticas, en un formato experimental de arte visual-escénico sin presedentes en Uruguay, que la artista denominó “acciones con tema” en el manifiesto artístico editado como volante para ser repartido entre el público.
A mediados de la década de 1960 incursionó en el bordado y el arte textil creando tapices y piezas que denominó "antijoyas"; a finales de esa década retomó el dibujo de línea conceptual abordando una particular revisión histórica nacional, serie que también realizó en litografías monocromas que integran frases y símbolos patrios y a la que denominó Las veredas de la Patria Chica.
En 1975 se aisló del ambiente artístico y no volvió a exponer, aunque siguió produciendo obras que permanecen inéditas, y, algunas de sus obras de colecciones públicas fueron incluidas en exposiciones que retomaban períodos anteriores de las artes visuales de Uruguay.
Falleció el mismo día de su cumpleaños en 2009. En 2009 el Museo Nacional de Artes Visuales de Montevideo exhibió la carpeta en offset de «Las veredas de la Patria chica» (1971), curada por Haroldo González con el título de Homenaje a Teresa Vila. En 2019 se armó la primera retrospectiva de su trabajo, Teresa Vila. Arte y tiempo, curada por Cristina Bausero y Elisa Pérez Buchelli en el Museo Blanes de Montevideo. En 2022 el  Museo Colección García Uriburu de Maldonado propuso la exposición Teresa Vila: los años abstractos 1961-1968, curada por Riccardo Boglione.  

## Principales exposiciones
- 1951, XIV Salón Nacional
- 1955, III Bienal de São Paulo
- 1955, 19 artistas hoy, Subte Municipal, Montevideo
- 1956, IV Bienal Internacional de Litografía a Color, Museo de Arte de Cincinnati
- 1956, VIII Salón Municipal, Premio Adquisición por su litografía Jardín
- 1956, XX Salón Nacional, Tercer Premio -Medalla de Bronce Sección Dibujo, Grabado e Ilustraciones- por su dibujo en tinta china sobre papel Mesa de luz
- 1957, IX Salón Municipal, Premio Adquisición por su dibujo en tinta china Mesa con objetos
- 1957, XXI Salón Nacional, Tercer Premio -Medalla de Bronce Sección Dibujo, Grabado e Ilustraciones- por sus litografías a color Patio con plantas y Jardín verde
- 1957, exposición individual en Galería Club de Teatro, Montevideo
- 1957, IV Bienal de São Paulo
- 1958, I Bienal Interamericana de Pintura y Grabado, Instituto Nacional de Bellas Artes, México
- 1959, X Salón Municipal, Montevideo
- 1960, II Bienal Interamericana de Pintura y Grabado, Instituto Nacional de Bellas Artes, México
- 1961, exposición individual en Amigos del Arte, Montevideo
- 1961, 2.ª Bienal de Arte Joven de París, Museo de Arte Moderno de París
- 1963, XXVII Salón Nacional
- 1964, exposición individual en Instituto General Electric, Montevideo
- 1965, Museo de Bellas Artes y Ateneo de Caracas, Venezuela
- 1965, Jóvenes pintores de Uruguay, Galería Sudamericana, Nueva York
- 1965, II Bienal Americana de Grabado, Museo de Arte Contemporáneo de Santiago, Chile
- 1965, expone con Nelson Ramos en el Centro de Artes y Letras de Punta del Este
- 1965, Latin American Painting, Museo de Arte de Dallas
- 1965, Colección de Arte Sudamericano Braniff, Universidad de Texas en Austin
- 1966, The Emergent Decade: Latin American Painters and Painting in the 1960's, curada por Thomas  M. Messer, Museo Solomon R. Guggenheim, Nueva York
- 1966, exposición individual en Centro Uruguayo de Promoción Cultural, Montevideo
- 1966, XXX Salón Nacional, Tercer Premio -Medalla de Plata Sección Pintura- por su obra Napalm, comienzo año 1965
- 1967, XV Salón Municipal, Premio Adquisición por su pintura y collage sobre tela Máquina vital
- 1967, Galería Latinoamericana, La Habana, Cuba
- 1967, VII Bienal Internacional de Grabado de Liubliana
- 1969, VIII Bienal Internacional de Grabado de Liubliana
- 1969, VIII Muestra Internacional de Dibujo, Museo de Rijeka, Yugoslavia.
- 1969-73, Premio de Dibujo Joan Miró, Barcelona
- 1971, Las veredas de la Patria Chica, exposición individual en Galería U y Teatro Circular, Montevideo
- 1973, II Bienal Internacional de Artes Gráficas, Cali, Colombia
- 1974, V Bienal de Grabado, Cracovia, Polonia
- 1974, III Exposición de Grabados, Frechen, Alemania